# Gazni
Gazni (dari: غزنی, pastu: غزني, angol: Ghazni) vagy régebbi nevén Gazna (غزنه, Ghazna), város kelet-közép-Afganisztánban. 
A település látképét egy 45 méter magas, középkori eredetű fellegvár uralja.

## Fekvése
A Gazni folyó mellett, egy magas fennsíkon, 2220 méteres tengerszint feletti magasságban fekszik.
Az egykori Gazna romjai a közelben található Rowẓeh-e Sultan falu közelében, a Kabulba vivő országút mellett helyezkednek el.

## Története

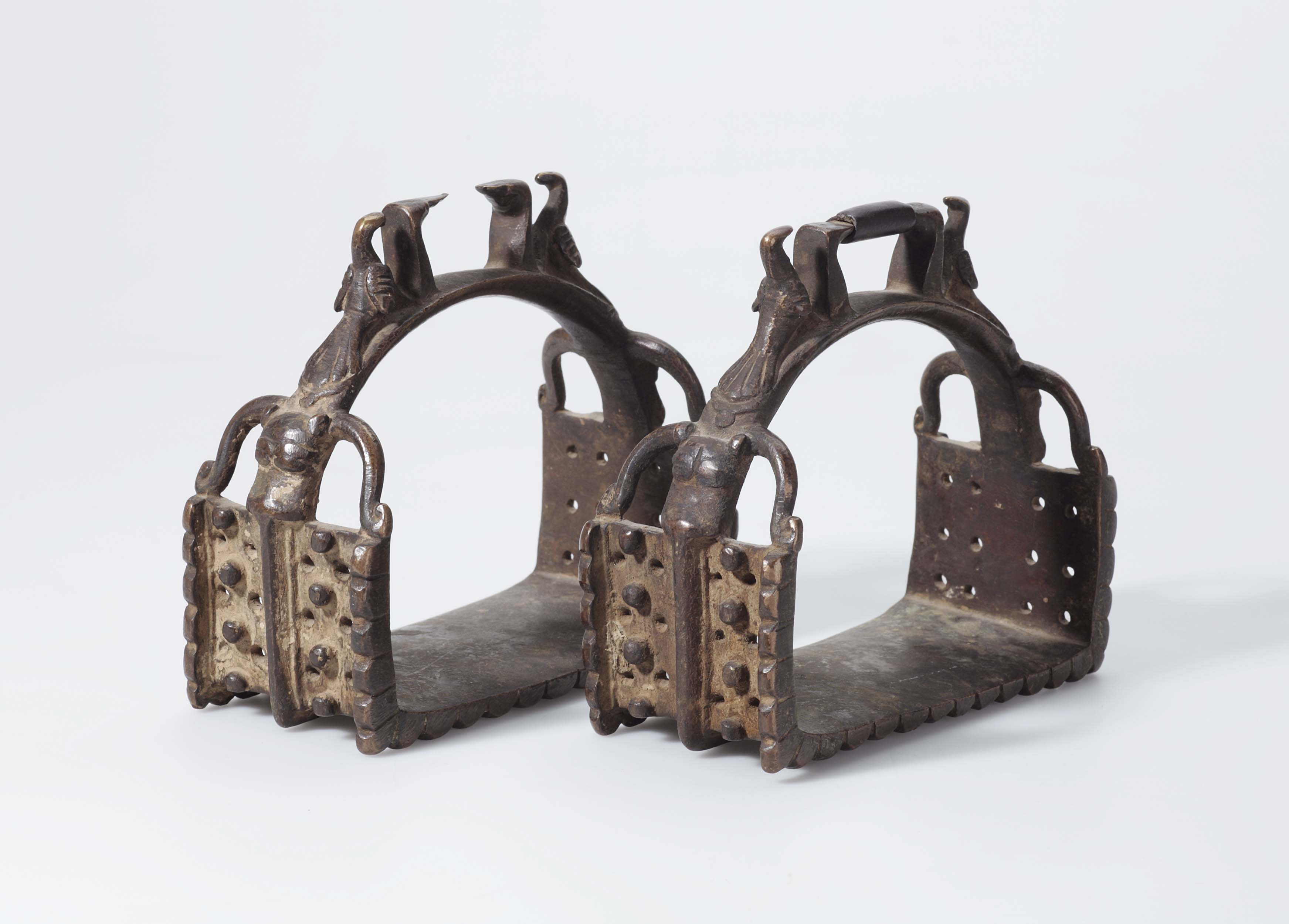
Kengyelpár Gazniból, 11–12. század (London, British Museum)

### Középkor
Gaznī legalább a 7. század óta fennáll. Ekkor a terület a buddhizmus egyik központja volt. 644-ben a kínai Hszüan-cang ellátogatott a Jaguda nevű városba, amely szinte biztosan Ghazni korabeli neve volt.
Maḥmūd uralma idején, amely a 11. század elejére esik, a város a Gaznavidák hatalmas birodalmának, Afganisztán első muszlim uralkodóinak fővárosa lett. A dinasztia hatalmának nagy részét még ugyanabban a században elveszítette, a várost 1150–51-ben a gúridák kifosztották. 
A városért több nép is harcolt, majd 1221-re a mongolok szerezték meg. 
A 14. században Timur Lenk (Tamerlán), majd a mogulok foglalták el Gaznit és Kabult.

### Újkor
1747-ben, Aḥmad Shāh Durrānī uralkodása idején az új afgán királyság része lett.
Az 1839–42 közötti első angol–afgán háború során a britek foglalták el.

### Modern kor
Később a Kabul–Kandahár közötti autóút fontosabb városa lett, ekkortól némi jelentőségét is visszanyerte.
Ma Afganisztán egyik legfőbb kereskedelmi és ipari központja, ahol főképp állattenyésztéssel, szőrmével, selyemmel és mezőgazdasági termékekkel kereskednek.

## Itt született
- Mahmúd gaznavida szultán (971–1030)
- I. Maszúd gaznavida szultán (998–1041)